# Isabelle de Joigny
Isabelle de Joigny (née vers 1285, † vers 1297) est la fille de Jean Ier, Comte de Joigny, et de Marie de Mercœur.

## Biographie
Le nom et le devenir de cette fille de Jean Ier de Joigny avait longtemps été oublié des historiens français, lorsqu'en 1822 un courrier de l'Académie de Danemark à la Société des Antiquaires de France, a fait savoir que, par des circonstances restées inconnues, elle avait été mariée au prince Håkon de Norvège, fils du roi Magnus VI de Norvège, et que son tombeau, avec une inscription qui portait son nom, existait encore dans un village du bailliage de Christiansand, dans le village de Fières.
Toutefois, elle n'a sans doute pas vécu assez longtemps pour avoir été reine de Norvège.
De tous les membres de la Maison de Joigny, elle serait la seule à avoir encore de nos jours son lieu de sépultures.

## Mariage et enfants
Vers 1295, elle épouse Håkon V (futur roi de Norvège à partir de 1299), fils de Magnus VI de Norvège, roi de Norvège, et de Ingeborg de Danemark (fille de Éric IV, roi de Danemark), mais elle n'a pas de postérité.
Une fois veuf, Håkon V épouse vers 1297 en secondes noces Euphémie de Rügen, dont il aura une fille : Ingeborg Hakonsdatter.

## Sources
- Marie Henry d'Arbois de Jubainville, Histoire des Ducs et Comtes de Champagne, 1865.
- l'abbé Carlier, Notice sur les comtes de Joigny, 1862.
- Ambroise Challe, Histoire de la ville et du comté de Joigny, 1882